# Тинкерер
Тинкерер (англ. Tinkerer), настоящее имя Финес Мэйсон (англ. Phineas Mason) — вымышленный персонаж, появляющийся в американских комиксах издательства Marvel Comics. Наиболее известен как враг супергероя Человека-паука. Тинкерер был создан Стэном Ли и Стивом Дитко и впервые появился в The Amazing Spider-Man #2 (май, 1963). Как правило Тинкерер изображается как талантливый инженер, способный создавать гаджеты из запасных частей, оставшихся от обычной бытовой техники. В то время как в своих первоначальных появлениях он стремился лично устранить Человека-паука, в более поздних сюжетных линиях его нанимали другие суперзлодеи, которых он снабжает своими технологиями, руководствуясь личной ненавистью к Человеку-пауку или другим героям.
На протяжении многих лет с момента его первого появления в комиксах персонаж появился в других медиа продуктах, в том числе: фильмы, мультсериалы и видеоигры. В фильме «Человек-паук: Возвращение домой» 2017 года, действие которого разворачивается в Кинематографической вселенной Marvel, роль Тинкерера исполнил Майкл Чернус.

## История публикаций
Тинкерер был создан сценаристом Стэном Ли и художником Стивом Дитко, дебютировав в The Amazing Spider-Man #2 (Май, 1963), где он предстал как враг Человека-паука. Тем не менее, прошло много лет перед тем, как он вернулся в серию в #160 (Сентябрь, 1976), где вновь потерпел неудачу в попытке победить Человека-паука. Тинкерер упоминался в The Amazing Spider-Man #182 (Июль, 1978). Это было его первое упоминание в публикации в качестве второстепенного персонажа по отношению к другим злодеям. 

## Биография вымышленного персонажа
О преступнике по прозвищу Тинкерер, известно очень мало. Впервые столкнувшись с Человеком-пауком в начале карьеры супергероя, Тинкерер оказался лидером инопланетной группы, пытающейся захватить мир. Хотя Человек-паук остановил «вторжение», Тинкерер сбежал, оставив после себя лишь резиновую маску, после чего сбитый с толку Человек-паук размышлял, кем же был его враг. 
Спустя годы Человек-паук узнал, что Тинкерер — обычный человек, обладающий необычайным талантом ко всему механическому, а его «инопланетяне» на самом деле были каскадёрами в костюмах, выполняющими грязную работу злодея.
В последние годы Тинкерер изобретал броню и оружие для различных суперзлодеев, таких как: Жук, Большое колесо, Хобгоблин (Джейсон Макендейл) и Констриктор.
Тинкерер был тяжело ранен Карателем во время событий Civil War. Залечив раны, он вернулся к своей работе, но, в конечном итоге, был арестован. Его сын, Рик Мэйсон, заключил сделку с Норманом Озборном, чтобы тот освободил Тинкерера после завершения одной миссии. Озборн согласился и сдержал своё слово после того, как Мейсон выполнил его поручение.

## Силы и способности
Тинкерер обладает гениальным интеллектом и имеет обширные познания в различных научных дисциплинах. Он приобрёл большой опыт в разработке и производстве новейшего оружия и устройств, основанных на ранее существовавших технологиях. Тем не менее, преклонный возраст Тинкерера ограничивает его физические возможности, и он не обладает сверхчеловеческими способностями.

## Альтернативные версии

### Ultimate Marvel
Во вселенной Ultimate Marvel Финес Мэйсон представлен как вундеркинд из одного из мозговых центров молодых гениев, спонсируемых правительством США. Человек-крот похитил Мэйсона и его однокурсников с намерением использовать их для создания новой подземной цивилизации. С помощью Фантастической четвёрки учащиеся побеждают Человека-крота. Вместо того, чтобы вернуться к своей обычной жизни, Мэйсон и его товарищи по команде решают остаться и построить цивилизацию на своих условиях.  
Ultimate версией Тинкерера является Элайджа Стерн, новый персонаж, созданный Брайаном Майклом Бендисом и Марком Багли по образу Пола Джаматти. Движимый жаждой мести Тинкерер нанимает Киллера Шрайка, Красного Омегу и Стервятника, чтобы мучить своего бывшего босса за то, что тот уволил его из корпорации «Роксон» после того, как Стерн обнаружил способ использования вибраниума в качестве источника энергии. Его план срывает первый Человек-паук, после чего Ник Фьюри ставит его перед выбором — работать на него или умереть. Начав работать на Щ.И.Т., Тинкерер приказывает своим роботам Убийцам пауков атаковать симбиота Карнажа и Питера Паркера. Во время ремонта костюма Жука, к Тинкереру обращается группа преступников, которым он предоставляет вооружение. Позже в его мастерскую врывается Бродяга, который убивает Тинкерера после получения сведений о новом Человеке-пауке.

## Вне комиксов

### Телевидение
- Том Адкокс-Эрнандес озвучил Тинкерера в мультсериале «Новые приключения Человека-паука» 2008 года[22]. Здесь он значительно моложе, чем оригинальная версия из комиксов. В эпизоде «Новый имидж» Мэйсон работает вместе с Квентином Беком под началом Хамелеона, пока его не арестовывают. В эпизоде «Чертежи» Мэйсон берёт псевдоним Тинкерер и становится правой рукой Доктора Осьминога. Также он разрабатывает оборудование Мистерио и наблюдает за работой Зловещей шестёрки. В эпизоде «Грубая сила» Тинкерер помогает улучшить костюм Стервятника. После того, как Человек-паук обнаруживает его причастность к похищению Гвен Стейси, супергерой допрашивает Мэйсона, пока тот не раскрывает местонахождении Осьминога, после чего попадает в тюрьму. В серии «Возможная причина» Могильщик нанимает Мэйсона для создания костюмов для Громил.
- Финес Мэйсон / Тинкерер появляется в мультсериале «Человек-паук» 2017 года, где его озвучил Аарон Абрамс[22]. В эпизоде «Как я провёл свои летние каникулы» он пытается изменить ход бейсбольного матча, однако терпит поражение от руки Человека-паука. В эпизоде «День без Человека-паука» Тинкерер объединяет усилия со Скорпионом, чтобы уничтожить Человека-паука. Получив Камень Крови, Тинкерер использует его, чтобы усилить силы Скорпиона, но Призрачный паук, Ultimate Человек-паук и Девушка-паук побеждают их, после чего передают под стражу.
- Тинкерер появляется в мультсериале «Приключения Супергероев», озвученный Майклом Дейнджерфилдом[22].

### Кино
Финес Мэйсон, сыгранный Майклом Чернусом, появляется в фильме «Человек-паук: Возвращение домой» 2017 года, где является компаньоном Эдриана Тумса. Ранее он и его товарищи занимались демонтажами работами, однако, после битвы за Нью-Йорк между Мстителями и Читаури, представители Департамента США по ликвидации разрушений, совместного предприятия федерального правительства и Тони Старка, прекращают бизнес «Bestman Salvage», компании Тумса. Команда тайно крадёт инопланетную технологию, которую затем продаёт на чёрном рынке. В то время как его сторонников побеждает Человек-паук, судьба Тинкерера остаётся неизвестной.

### Видеоигры
- Тинкерер является первым боссом игры The Amazing Spider-Man vs. The Kingpin 1991 года в версии для Master System.
- Тинкерер появляется в игре Spider-Man: The Animated Series 1995 года. В версии для Sega Genesis он предстаёт боссом, а также эпизодически фигурирует в версии для SNES.
- Уильям Ютай озвучил Тинкерера в игре Spider-Man: Web of Shadows 2008 года[22]. Человек-паук освобождает с острова Райкера, чтобы тот помог остановить вторжение симбиотов, разработав большое звуковое устройство, способное уничтожать симбиотов без причинения вреда их носителям.
  - В версиях для PS2 и PSP Тинкерер является боссом, который планирует выпустить симбиотов по всему миру с помощью ракеты. С этой целью он ловит Венома и промывает ему мозги для своих экспериментов. Человек-паук сражается с Тинкерером и побеждает его, но последний убегает. Несмотря на это, Человек-паук предотвращает запуск ракеты и получает возможность выстрелить ею в Тинкерера в качестве мести.
- Тинкерер, озвученный Филипом Проктором, появляется в Marvel: Ultimate Alliance 2 2009 года[22]. Он снабжает Люсию фон Бардас и других суперзлодеев технологиями до тех пор, пока герои не раскрывают его причастность, однако Мэйсон посылает роботизированных солдат, чтобы атаковать их и выиграть время для побега. Позже его вербует Ник Фьюри. Когда герои обнаруживают, что Мэйсон является создателем устройства, которое промывает мозги другим людям, Тинкерер вновь пытается отвлечь их, однако терпит поражение.
  - В версиях для Wii, PS2 и PSP Тинкерер играет аналогичную роль, за исключением того, что он терпит поражение, когда герои уничтожают его андроидов.
- Тинкерера является боссом игры Spider-Man: Shattered Dimensions 2010 года в версии для Nintendo DS, озвученный Джимом Каммингсом[22]. Он использует фрагмент Скрижали Порядка и Хаоса, чтобы привести в действие машину, способную создать армию роботов. Тем не менее, Человек-паук выслеживает его и побеждает. Прежде чем Человек-паук забирает у него фрагмент, Тинкерер злорадствует, что уже продал Электро армию роботов.
- Тинкерер является игровым персонажем в Lego Marvel Super Heroes 2 2017 года, озвученный Кевином Коэлло[22]. Также играет роль минибосса на карте открытого мира игры.
- В игре Spider-Man: Miles Morales 2020 года появляется женская версия Тинкерера[23] по имени Фина Мэйсон[24], озвученная Жасмин Савой Браун. Здесь она представлена как подросток афроамериканского происхождения и подруга детства Майлза Моралеса, которая стремится отомстить корпорации «Роксон» за гибель своего брата, стремившегося разоблачить коррупционную составляющую компании. Взяв прозвище Тинкерер (в русской локализации — Умелец), она становится лидером преступной группировки Подполье, которую снабжает своей передовой технологией программируемой материи, и вступает в конфронтацию со вторым Человеком-пауком, под маской которого оказывается Майлз. В конечном итоге, Фина признаёт свои ошибки и жертвует собой, чтобы спасти Майлза, когда из-за её желания отомстить едва не разрушается Гарлем.